# Lerchea longicauda
Lerchea longicauda är en måreväxtart som beskrevs av Carl von Linné. Lerchea longicauda ingår i släktet Lerchea och familjen måreväxter. Inga underarter finns listade i Catalogue of Life.